# Црква Александра Невског (Харков)
Црква Светог Александра Невског  је православна црква у Харкову у Харковској регионалној психијатријској болници бр. 3 (бивша градска 15.), познатија као Сабурова дача.  Храм је подигнут почетком 20. века новцем имућних становника Харкова, са циљем да  задовољи верске потребе не само болесника, већ и бројне друге вернике.
По свом сјају, пространости, маси светлости, одличној уметничкој декорацији,  заузима прво место међу кућним црквама  у Харкову, и у потпуности испуњавајући своју високу мисију јер - благотворно утиче на страдалне душе болесни и све оне који се у њој моле.

## Назив
Црква је добила име по Александру Јарославичу Невском (рус. Александр Ярославич Невский; 30. мај 1220 – 14. новембар 1263)   великом руском кнезу и свецу Руске православне цркве. Његове мошти, откривене 1380, свечано су пренете у Петроград 1724. по наредби Петра Великог и налазе се у лаври Светог Александра Невског. 
Руска црква канонизовала га је у првом реду због хришћанских врлина, а током времена стварале су се и приче о чудима везаним за његов лик.

## Историја
На дачи генерала П. Ф. Сабурова, саграђеној крајем 18. века за болесну ћерку генерала (која је боловала од психичког поремећаја), налазила се мала дрвена кућна црква. Ова црква је наставила да служи и након смрти генерала 1800. године, јер су Сабуровљеву дачу купиле власти 1812. године и имање је  прешло у надлежност Реда јавног милосрђа ( установа за управљање болницама), на које  је пребачена градска болница. Ппочели су грађевински радови и појавиле су се нове зграде. У то време, у Сабуровој дачи лечени су сви болесници, а не само психијатријски болесници - јер је само једна зграда додељена за те потребе у којој је основана мале молитвене собу (сада је у њој шиваћа радионица), по налогу јавног милосрђа.
После реконструкције генераловог имања, која је вршена током 1820-их година, подигнута је и црква од камена. Међутим, због своје мале величине, овај храм до краја 19. века више није могао да одговара захтевима парохијана, због чињенице да су у њему због скучености многи пацијенти тешко стајали у скученој и загушљивој цркви од почетка до краја службе и често су падали у несвест; па је болесницима било дозвољено да по сачињеном  редоследу посећују храм.
Појавом Александровске и Николајевске болнице у Харкову средином друге половине 19. века, смештених у граду, болница у Сабуровој Дачи постала је психијатријска.. До 1897. године је то била највећа душевна болница у Руској Империји са 1.100 кревета.
Питање изградње засебне камене цркве је више пута разматрано на састанцима земства, али је то питање стално одлагано због недостатка средстава. Године 1900. Леонид Лесевицки , члан покрајинске владе, предложио је оснивање фонда од 10 хиљада рубаља, водећи рачуна о томе да  се тај износ прикупљати постепено, (око хиљаду рубаља годишње).
Да би се изградио нови храм, харковски губернатор је 1900. године послао петицију у Санкт Петербург, али је овај захтев одбијен из главног града на Неви. Неколико година касније, свештенство болничке цркве покушало је да убрза процес прикупљања средстава за изградњу пуноправног храма, и 1904. године, уз подршку Василија Колоколцева, покрајинска влада је поднела петицију покрајинској земској скупштини да издвоји 12 хиљада рубаља за изградњу цркве у част 75. годишњице болничке цркве (23. новембра 1905). Након што је Покрајинска скупшина  прихватила захтев и за изградњу храма  из државне касе је издвојено је 20 хиљада рубаља.

### Изградња храма у болници
Пројекат новог храма припремио је харковски архитекта М. М. Ловцов, који је надгледао грађевинске радове. Године 1907. завршени су грађевински радови, као и уређење и осликавање храма. Исте године, 6. децембра, Његово Преосвештенство Архиепископ харковски и ахтирски Арсеније освештао је храм у част Светог кнеза Александра Невског. У то време храм је био наведен као добротворна установа. У периоду колегијалног управљања Сабуровском дачом, свештеник храма је био уједно и члан болничког савета, све до 1917. године.

### Прве године након изградње
Упркос чињеници да је Михаил Ловцов преузео покровитељство над изградњом храма, градитељи нису успели да спроведу све идеје аутора. Годину дана касније црква је била само до пола покривена гвожђем, није било новца да се успостави нормалан кров.
Године 1906. представници антицрквеног покрета су предложили да се недовршена црква користи као штале и магацини. Међутим, Покрајинска управа је исте године пронашла потребна средства за завршетак изградње. А 1907. године градитељи су завршили изградњу цркве. 22. новембра обављено је прво свеноћно бденије уз саслужење настојатеља оца Михаила Слуцког, а сутрадан, 23. новембра, храм је освештао архиепископ харковски и ахтирски Арсеније у част Александра Невског.
Пре револуције у храму су се непрекидно одржавале службе. Уз њега је постојала прилично обимна библиотека, књиге духовног садржаја из којих су парохијани и пацијенти болнице могли слободно да читају. На захтев П. И. Плесхцхеева, Покрајинска скупштина је издвојила средства за одржавање црквеног хора.

### Црква у периоду совјетске власти
У совјетско време, црква је преживела, као и скоро сви храмови у граду Харкову, скрнављење, пустош и пренамену простора. У згради цркве налазила се архива 15. психијатријске болнице,  центар за кампању и други садржаји. Храм је скоро у потпуности преуређен овој намени, а да је објекат некада био верски објекат могло се уочити само по очуваним посебним лучним прозорима. Црква је префарбана у бело, како би одговарала општем изгледу болнице, уклоњене су куполе, а уместо њих изграђен је обичан двоводни кров.
Уз храм је причвршћена филмска кабина, унутра је опремљена бина са силазним екраном, купола је изнутра блокирана огромним каналима и бетонирана (планирано је да се у њој отвори шаховски део на другом спрату).

### Храм после реконструкције
Поглед са улаза
Почетком 1990. године, одлуком Извршног комитета Московског округа Харкова, зграда цркве Александра Невског пренета је Харковској епархији. Прво је за настојатеља цркве постављен јереј Петар Љушуков, али убрзо је ректор постао протојереј Петар Козачков.
Црквена служба није почела одмах. Архива болнице се дуго није могла однети на друго место, па су зато прве службе одржане у једној од просторија храма претвореној у архив. Митрополит харковско-богодуховски Никодим служио је прву Божанствену Литургију после дуже паузе.
Још неколико година црквена зграда је често трпела разне непогоде. У зиму 1991. године, један од радника психијатријске болнице је на неко време ноћу прекинуо довод топлоте у храм, услед чега се вода у цевима које воде до подрума храма заледила, а када се одмрзнула. , цеви су пукле. Подрум је брзо напуњен топлом водом, оштећене су сервисне књиге и одежде, местимично се распадао гипс. Сличан инцидент, према мемоарима Петра Козачкова, догодио се годину дана касније.
У рестаурацији храма учествовао је Николај Куцин, генерални директор фабрике Пистон.

## Архитектура храма
Храм је изграђен по пројекту Михаила Ловцова у стилу времена московских царева из 17. века  у комбинацији са карактеристикама ерекције модерног периода. У почетку је то био дугуљасти четвороугаони храм са стубовима на којима се ослањала купола. На источној страни налазио се полукруг. Изгледом зграде доминирао је зеленкасто-пистаћи тон. Под храма је био од беренхајмских плочица, а испод половине храма постављен је подрумски под. Са обе стране олтара биле су по две просторије – сакристија са архивом и просторија за сакристана. У предреволуционарно доба, као и друге болничке зграде црква се грејала паром из уобичајене парне машине.
Храм је имао једнослојни резбарени иконостас, у коме су биле иконе осликане на цинку. Између осталих, у цркви Александра Невског биле су  и тако вредне иконе као што је "Тихвинска" Богородица. На престолу је био сребрни табернакул са емајломом. 
Због великог обиља штукатуре, Саборна црква Александра Невског добила је статус једне од најелегантнијих цркава у Харкову.
Након вишегодишњег заборава, цркви је  покушано да се  врати некадашњи изглед.  Забатни кров је демонтиран, а металне куполе, које су произведене у фабрици Срп и Чекић, враћене су на своје место. Негде у храму су сачувани и комади штукатуре.
Храм дана може да прими око 1.000 људи. Укупни трошкови изградње првобитне верзије храма износили су 25 хиљада рубаља.

### Обнова цркве
Почетком 1990-их, на захтев парохијана, извршни комитет Московског округа у Харкову,  одлучио је да цркву Александра Невског (у улицу академика Павлова бр. 46) у Харковску додели Харковској епархији. Повратком храма почео је процес обнове духовности града.
Према речима Његовог Преосвештенства Арсенија, Архиепископа Харковског и Ахтиркског, изговореним 23. новембра 1907. године, приликом освећења храма у добротворним установама града Харкова:
„Новостворена црква у име Светог кнеза Александра Невског у Сабуровој дачи, по свом сјају, пространости, маси светлости, хигијенском уређењу, одличној уметничкој декорацији, несумњиво заузима прво место међу кућним црквама града Харкова, у потпуности се одазвавши својој узвишеној мисији благотворног утицаја на патњу душе болесника и свих који се у њој моле...“   
У храму се налази:
- чудотворна икона Богородице „Утоли туге моје“,
- икона Св. Николаја Чудотворца,
- мошти Св. бл. Александра Невски, мученик.
- икона Пантелејмона Исцелитеља,
- икона Преосвећених отаца Кијевских пећина,
- честица моштију других светитеља, икона освећених у грчким манастирима.

У храму се налази недељна школа, богата библиотека, шиваћа и столарска радионица, а у њему се повремено одржавају дечији празници.
Парохијани активно помажу једни другима у потребама храма, а у њему духовни мир налазе становници Салтовке и других околних места, као и пацијенти, болничко особље и родбину пацијената.

### Звонара
Посебна атракција овог храма су звона. Слава локалних звона позната је парохијанима и љубитељима звона широмУкрајине. Многи посебно долазе за православне празнике и радне дане, у време почетка звоњаве, како би уживали у чистоти звука звона. Музика звона која привлачи многе је, пре свега, савршенство звона у њиховој тонској чистоћи и њихов величанствени избор. Звона су направљена по специјалној наруџбини 1992. године у фабрици ЗИЛ у Москви. Укупно има 8 звона, од малог звончића пречника 24 цм и висине 31 цм до великог јарера окаченог у средини пречника 96 цм и висине 120 цм, који се активира притиском  педала.  Сва звона су црне боје и немају украсе и натписе, опремљена су фабричким језичцима који својом дужином и тежином тачно одговарају сваком звону.

## Галерија
- Црква Александра Невског у 21. веку